# Principis pressupostaris clàssics
Els principis pressupostaris clàssics són els principis establits per l'escola econòmica clàssica per a establir el contingut dels pressupostos públics, la seua forma d'elaboració i les normes polítiques i administratives a les quals ser sotmesos.

## Principis de caràcter polític
Són les normes que fan referència al caràcter reglat de l'activitat financera pública. La majoria han perdurat en el temps.
- Principi de competència: Estableix que al poder legislatiu li correspon l'aprovació dels pressupostos públics definits per l'executiu.[1]
- Principi d'universalitat: els pressupostos han de recollir la totalitat de les despeses i ingressos de l'estat.[2]
- Principi d'unitat: és un principi que complementa l'anterior, ja que estableix que la presentació dels pressupostos ha de fer-se en forma d'un únic pressupost. Impedeix que es facen pressupostos extraordinaris o per sectors (industrial, comercial, d'inversions, etc).[3]
- Principi d'especialitat: té tres significats: especialitat qualitativa, quantitativa i temporal.[3]
  - L'especialitat qualitativa estableix que els crèdits consignats han de ser gastats solament en allò especificat en els mateixos.[3]
  - L'especialitat quantitativa solament no permet que la despesa en tal crèdit supere la quantitat autoritzada.[3]
  - L'especialitat temporal es refereix que els crèdits solament podran ser gastats dins l'exercici pressupostari que foren autoritzats.[4]
- Principi de temporalitat: estableix que tot el pressupost ha de referir-se a un termini concret, passat el qual perd la vigència.[4]
- Principi de publicitat: exigeix que tant l'aprovació com la gestió pressupostària ha de ser pública. Es va mitjançant debat parlamentari i el seguiment de la gestió pressupostària es fa al parlament i l'opinió pública amb el control sobre el govern.[5]
- Principi d'exactitud: exigeix que no hi haja cap crèdit de naturalesa global, exigint claredat en el seu contingut sense arribar a una "superabundància de detalls".[5]
- Principi d'anticipació: l'aprovació dels pressupostos ha de fer-se amb prou antelació a l'inici del període que entren en vigor.[6]

## Principis de caràcter econòmic
Fan referència a les condicions que el pressupost ha de complir com a instrument que reflecteix l'activitat econòmica del sector públic. Aquests principis han quedat desactualitzats pel paper que tenen actualment els pressupostos del sector públic.
- Principi de la despesa pública mínima: la despesa pública ha de ser mínima i cal que es referisquen a matèries que no poden ser exercides o desenvolupades pel sector privat (defensa, justícia, etc). Aquest principi prové d'una mentalitat que veu la despesa pública com un mal necessari.[6]
- Principi d'anivellament pressupostària: impedeix que l'estat gaste més recursos que els obtinguts pels impostos ordinaris.[7]
- Principi de neutralitat de la imposició: estableix que "els impostos han d'estar posats en relació amb la protecció i satisfacció que els individus reben de l'estat" i alhora han de ser neutrals.[7] Aquest principi queda reflectit en les quatre màximes d'Adam Smith sobre aquest principi i els impostos en general: els ciutadans han de contribuir a les càrregues públiques tant siga possible i segons les seues capacitats, en proporció als ingressos que gaudeixen sota la protecció de l'estat; l'impost que ha de pagar cada ciutadà ha de ser cert i no arbitrari;[7] tot impost ha de ser recaptat en el moment i la forma més convenient per al contribuent; i tot impost ha de ser recaptat havent la menor diferència possible entre l'aportació del contribuent i les despeses públiques productives.[8]
- Principi de no emissió de deute públic, excepte si és per a finançar inversions autoliquidables.[8]

## Principis de caràcter comptable
Són els principis comptables que responen a la naturalesa instrumental dels pressupostos. Reflecteixen els altres principis pressupostaris clàssics.
- Principi del pressupost brut: tots els ingressos i despeses han de quedar reflectides en el pressupost pel seu import total sense que es descompten despeses de recaptació en el ingressos ni descomptes a favor del Tresor en els pagaments.
- Principi d'unitat de caixa: tots els ingressos i pagaments se centralitzen en una caixa única.
- Principi de l'especificació: totes les despeses han d'estar completament identificades en el pressupost sense que hi haja cap partida global.
- Principi de temporalitat: únicament s'apliquen al pressupost d'un exercici els ingressos i despeses que es realitzen durant eixe mateix exercici.[9]

## Evolució històrica dels principis pressupostaris
Els principis pressupostaris clàssics patiren especialment un desús per les noves circumstàncies econòmiques i polítiques que dificultaven la seua aplicabilitat. Aquests canvis es donaren especialment amb les crisis econòmiques de l'inici del segon terç del segle xx.
John Maynard Keynes criticà negativament els principis pressupostaris clàssics, ja que la seua crítica era una extensió del seu atac "contra la idea que l'economia tendeix a l'equilibri en una situació de plena ocupació". Defensà abandonar les regles financeres ortodoxes, com la despesa pública mínima i el pressupost anivellat, però no va definir el paper de la política fiscal per a mantindre la plena ocupació. Establí la base del nou pensament respecte els pressupostos públics que "si hi haguera recursos ociosos que el sector privat no vulguera o no poguera emplear, estos recursos podrien ser mobilitats per l'estat mitjançant despeses públiques addicionals que no necessitarien anar acompanyades d'ingressos públiques addicionals".
D'aquesta base sorgiren diverses teories que tenien com a antecedent la teoria del pressupost cíclic, que intentava conciliar els principis clàssics de l'equilibri pressupostari anual amb el recent increment de la despesa pública. Gunnar Myrdal és el principal exponent de tal teoria i defengué que l'equilibri pressupostari anual s'aconseguira al llarg de la durada d'un cicle econòmic mitjançant la conjugació del dèficit en la fase depressiva amb el superàvit en el temps de prosperitat.
Alvin Hansen i Abba P. Lerner definiren els principis de l'hisenda funcional, que implicava augmentar la despesa pública destinada a assegurar l'ocupació plena dels facotr productius.
El Comitè per al Desenvolupament Econòmic dels Estats Units escrigué en un document de 1947 que s'inclogueren en el pressupost ingressos i despeses que actuaren com a estabilitzadors automàtics en funció del cicle econòmic per a evitar correccions subjectives una vegada aprovats els pressupostos. Un exemple d'estabilitzador automàtic seria l'ús d'impostos personals en funció de la situació de l'ocupació plena. Aquests estabilitzadors automàtics serien una alternativa respecte l'hisenda funcional.
L'informe Heller, un informe fet per un grup d'experts convocat pel Comitè de Política Econòmica de la OCDE, digué que, segons s'observà a set països (Alemanya Occidental, Bèlgica, Estats Units, França, Gran Bretanya, Països Baixos i Suècia), l'ús de la política pressupostària per a mantindre l'equilibri econòmic havia obtingut bons resultats sense arribar a èxits totals. Les regles més importants sobre polítiques pressupostàries que es trauen de l'informe Heller són:
- Apreciar correctament la tendència de la cojuntura econòmica.
- Junt als comptes pressupostaris amb finalitat administrativa, s'aconsella publicar una recapitulació clara adaptada a les necessitats de l'anàlisi econòmic: açò és, documents sobre els resultats de l'exercici anterior, les previsions de l'exercici nou i les operacions del govern.
- En la presentació del pressupost, han d'estar anunciades les "valoracions subjacents dels efectes que les disposicions pressupostàries i altres disposicions connexes podrien exercir sobre l'economia".